# Beno
Beno (popřípadě Benno) je mužské křestní jméno německého původu. Jedná se o obdobu jmen Benedikt, Benjamin nebo Bernard.

## Beno v jiných jazycích
- slovensky: Benon
- německy: Benno
- anglicky: Benny nebo Bennie
- italsky: Bennone nebo Benito
- polsky: Benon
- maďarsky: Bennó nebo Benko nebo Béni
- srbsky: Beno
- bulharsky: Beno nebo Beňo
- francouzsky: Benoit

## Známí nositelé jména
Beno
- Beno Blachut (1913–1985) – český pěvec (tenorista)
- Beno Gutenberg (1889–1960) – seismolog, určil mocnost zemského pláště

Benno
- (Jan) Benno I. Falkus z Falkenbergu (1683–1751) – opat emauzský, převor rajhradský a opat břevnovsko-broumovský
- Benno II. Löbel (1683–1751) – benediktinský řeholník, opat břevnovsko-broumovský
- Mons. Benno Elbs (* 1960) – rakouský římskokatolický kněz a biskup Feldkirchu
- Benno Fischer (1902–1981) – československý politik německé národnosti
- Benno Landsberger (1890–1968) – německý asyriolog, původem z Frýdku-Místku
- Benno Ohnesorg (1940–1967) – student Svobodné univerzity v Západním Berlíně, oběť studentských protestů v Německu
- Benno Pludra (1925–2014) – německý (NDR) spisovatel příběhů pro děti a mládež
- R.D. Benno Rössler (1931–2014) – český katolický kněz a odpůrce totalitní komunistické moci
- Benno von Arent (1898–1956) – člen německé nacistické strany a SS, odpovědný za umění, divadlo a filmovou tvorbu
- svatý Benno z Míšně (kolem 1010 –1106) – 10. biskup míšeňské diecéze